# 利謝
50°43′22″N 25°27′49″E / 50.72278°N 25.46361°E
利謝（烏克蘭語：Лище），是烏克蘭的村落，位於該國西部沃倫州，由盧茨克區負責管轄，始建於1733年，面積4.54平方公里，海拔高度202米，2025年人口2,000，人口密度每平方公里381.63人。